# Soupe froide
Soupe froide est une bande dessinée de Charles Masson publiée en 2003 chez l'éditeur Casterman dans la collection Écritures. Le récit, qui compte 124 planches en noir et blanc, porte sur l'itinéraire d'un homme malade et sans domicile fixe. La narration s'inspire d'expériences réelles.
L'ouvrage a reçu le prix France Info de la bande dessinée d'actualité et de reportage en 2004.

## Synopsis
Un homme marche seul dans la campagne enneigée, pieds nus et en pyjama. Sans domicile fixe, il est atteint d'un cancer avancé. Il se trouvait dans une maison de repos, où l'infirmière lui a servi une assiette de soupe froide. Estimant que ce geste est humiliant, l'homme erre en ressassant ses souvenirs, sa rage et ses inquiétudes, cherchant à rejoindre l'hôpital. La police, envoyée sur ses traces, ne le retrouve pas. Lorsqu'il arrive en ville devant l'hôpital, il est à bout de forces.

## Personnages
Le roman est centré sur le personnage de Roger et son monologue intérieur, « ses souvenirs décousus, ses délires, ses peurs et ses douleurs » ; les cases montrent aussi l'ancienne famille du protagoniste, l'infirmière ayant servi la soupe froide, le médecin ayant diagnostiqué le cancer...

## Genèse de l'œuvre
Charles Masson est oto-rhino-laryngologue, spécialisé en cancérologie. En matière de bande dessinée, il a toujours aspiré à devenir auteur et il est autodidacte. Dans l'épilogue, il explique que son métier l'a amené à rencontrer des malades atteints de cancer et sans domicile fixe. La narration s'inspire de rencontres avec deux de ces malades : « Ce récit poignant est inspiré par un fait divers authentique ». En une quinzaine d'heures, Masson rédige la trame de son ouvrage. 

## Accueil critique
En 2004, la radio France Info lui attribue le prix de la bande dessinée d'actualité et de reportage. Selon Jean-Christophe Ogier, spécialiste BD à France Info, « [Masson] signe un album plein de talent et d'humanité ». La Croix y voit une bande dessinée « dure et grinçante » : « Ce trait sec et la narration hachée sont très émouvants ». Dans L'Humanité, la rédaction estime que l'œuvre est « un témoignage poignant » ; le dessin de Masson « restitue la colère et la rage qui émanent du propos ». Le Progrès juge l'album « beau et un peu cruel » avec un thème « fort et perturbant en soi » ; le trait « souligne la dureté du propos ». Dans Libération, le dessin est décrit comme « rugueux et expressif à souhait ». Sur ActuaBD, malgré le trait « rapide, brossé à la diable [et] le récit mal dégrossi », l'intensité émotionnelle est « intacte ».
D'après Le Temps en 2016, Soupe froide a obtenu le prix du premier album au festival de BD à Sierre. En août 2009, le même journal rapporte que les critiques de bande dessinée placent Soupe froide au troisième rang de leurs œuvres favorites.